# Ranvik (Antarktika)
Die Ranvik ist eine offene und 24 km breite Bucht an der Ingrid-Christensen-Küste des ostantarktischen Prinzessin-Elisabeth-Lands. Sie liegt südlich der Rauer-Inseln im südöstlichen Teil der Prydz Bay.
Der norwegische Kapitän Klarius Mikkelsen (1887–1941) entdeckte sie im Februar 1935 während seiner Fahrt mit dem Walfangschiff Thorshavn im Auftrag des Walfangunternehmers Lars Christensen. Namensgeber ist das gleichnamige Anwesen Christensens in Norwegen.